# 柠檬酸三乙酯
柠檬酸三乙酯是一种有机化合物，化学式为C12H20O7，能视为一分子柠檬酸与三分子乙醇形成的酯，用作食品添加剂，E编码E1505。